# Bob Boughner
Robert D. "Bob" Boughner (känd under smeknamnet The Boogieman), född 8 mars 1971 i Windsor, Ontario, är en kanadensisk före detta professionell ishockeyspelare som spelade under sina 12 säsonger i NHL för klubbarna Buffalo Sabres, Nashville Predators, Pittsburgh Penguins, Calgary Flames, Carolina Hurricanes och Colorado Avalanche. Han är numera majoritetsägare, president och tränare för Windsor Spitfires i den kanadensiska juniorligan OHL.
Boughner var även ledamot i styrelsen för fackföreningen National Hockey League Players' Association (NHLPA) tillsammans med spelare som Trevor Linden, Daniel Alfredsson och Bill Guerin.